# پیتر کورماک
 پیتر کورماک (انگلیسی: Peter Cormack؛ ۱۷ ژوئیهٔ ۱۹۴۶ – ۱۰ اکتبر ۲۰۲۴) یک بازیکن فوتبال اهل اسکاتلند بود.